# Pustina
Pustina – wieś i gmina (obec) w Czechach, w kraju pardubickim, w powiecie Uście nad Orlicą.

## Historia
12 maja 1928 odbyło się inauguracyjne spotkanie ochotniczej straży pożarnej, zarejestrowano ogółem 30 członków z których 24 było aktywnych, a 6 było współpracownikami. Pod koniec lat 60. we wsi wybudowano budynek wielofunkcyjny, nową remizę strażacką i zbiornik przeciwpożarowy. W kwietniu 2001 budynek byłego zakładu odbioru mleka został rozebrany.

## Zabytki i interesujące miejsca
We wsi na skrzyżowaniu czerwonych i niebieskich znaków turystycznych znajduje się niewielka kaplica, kilka metrów od niej na skraju łąki znajduje się również dobrze utrzymany krzyż pochodzący z 1862.